# آزردگان (فیلم)

آزردگان فیلمی ایرانی در ژانر روانشناسانه به کارگردانی، نویسندگی و تهیه کنندگی مهدی فرد قادری ساخته سال ۱۴۰۰ است. آزردگان سومین فیلم سینمایی مهدی فرد قادری پس از جاودانگی و بی وزنی است. در این فیلم از سه گروه مختلف عوامل و بازیگران استفاده شده است. فیلمبرداری آزردگان در سی جلسه انجام شده است.  اولین نمایش بین المللی این فیلم در بخش مسابقه بیست و پنجمین دوره جشنواره فیلم شانگهای چین است.

## خلاصه داستان
در خلاصه داستان آزردگان آمده است: فیلم‌های ما تا حالا چه کمکی به زندگی مردم کرده!؟

## بازیگران
- لیلا زارع
- محمد امین
- فرخ نعمتی
- رضا بهبودی
- رویا جاویدنیا
- هدیه آزیدهاک
- محمدرضا داودنژاد
- مریم بوبانی
- عطا ثروتی